# Гравюрный кабинет (Берлин)

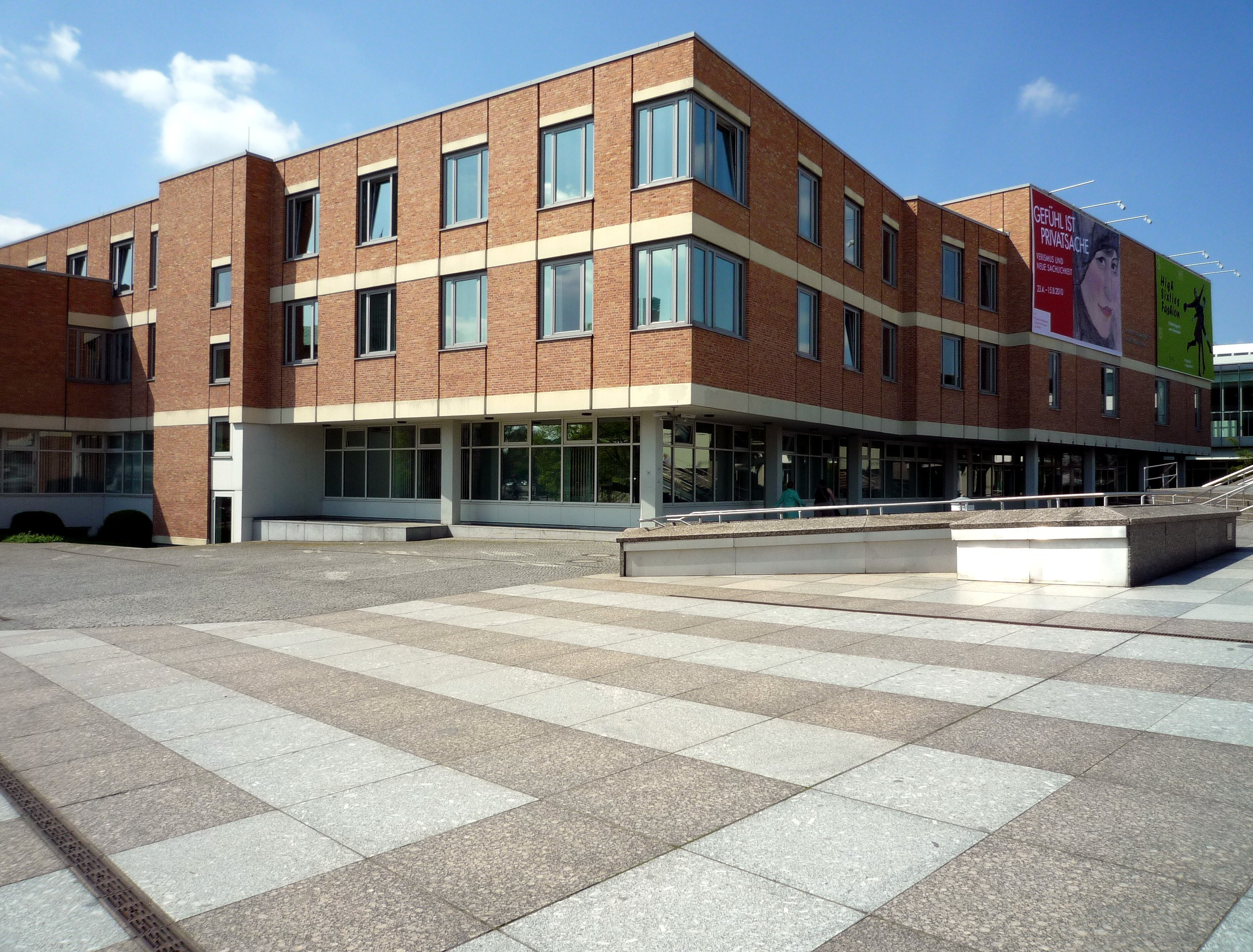
Гравюрный кабинет в Культурфоруме

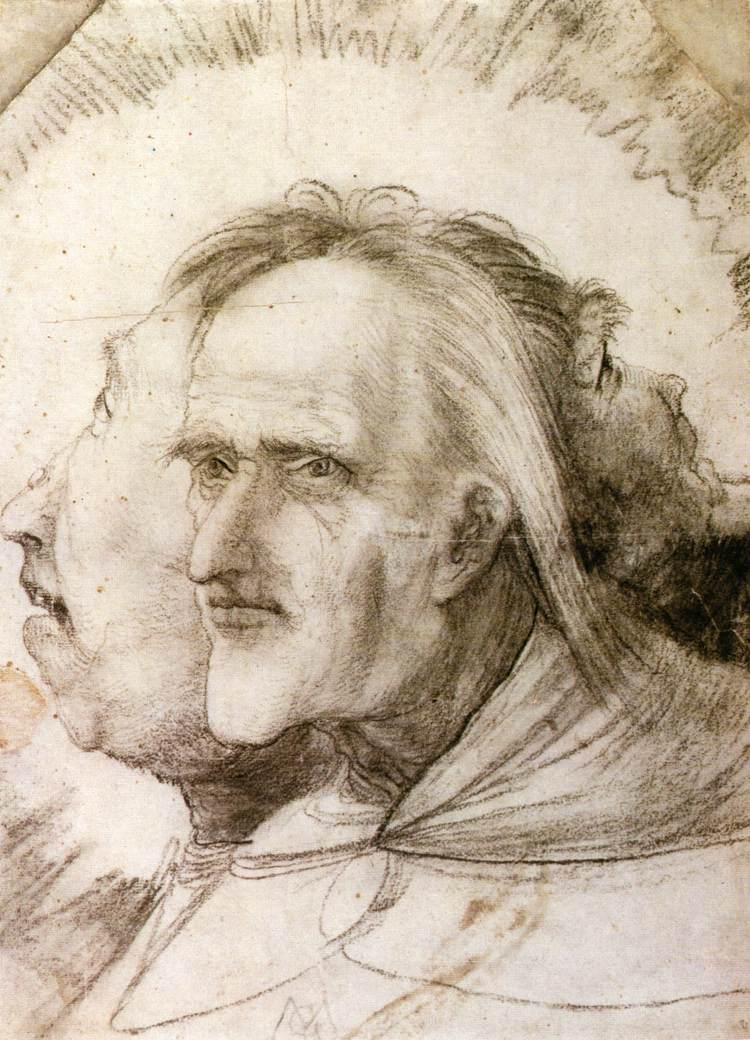
Trias Romana Маттиаса Грюневальда из Берлинского гравюрного кабинета

Берлинский гравюрный кабинет (нем. Kupferstichkabinett Berlin) — художественное собрание в составе Государственных музеев Берлина, крупнейшее собрание графики в Германии. В фондах музея хранятся более 500 тысяч гравюр и около 110 тысяч других произведений (рисунков, пастелей и акварелей). Гравюрный кабинет располагается в Культурфоруме недалеко от Потсдамской площади в районе Тиргартен.

## История
Гравюрный кабинет был создан в 1831 году на основе художественной коллекции из 2 500 рисунков и акварелей, приобретённой курфюрстом Фридрихом Вильгельмом в 1652 году и хранившейся в придворной библиотеке. Коллекция увеличилась в XIX веке за счёт приобретения крупных частных собраний, например, коллекции генерал-почтмейстера Карла Фердинанда Фридриха фон Наглера в 1835 году, включавшей более 50 тысяч произведений, преимущественно печатной графики XV—XVII веков, а также рисунков Альбрехта Дюрера, Маттиаса Грюневальда и других старых немецких мастеров. В последующие десятилетия коллекция пополнилась другими ценными экспонатами, в том числе, иллюстрациями Сандро Ботичелли к «Божественной комедии» Данте. С 1908 по 1930 год Гравюрный кабинет возглавлял выдающийся немецкий историк искусства Макс Фридлендер.
Длительное время рисунки немецких художников XIX и XX веков (в частности, 6 тысяч листов графики Адольфа Менцеля) собирала Национальная галерея. В 1986 году эта коллекция была передана в Гравюрный кабинет. После Второй мировой войны коллекция Гравюрного кабинета была дополнена экспрессионистскими работами, которые во времена нацистской Германии были объявлены «дегенеративным искусством». В 1994 году новое здание Гравюрного кабинета открылось в Культурфоруме, в котором объединились разделённые Берлинской стеной западная и восточная графические коллекции.

## Коллекция
Ядро коллекции образует рисунки и печатная графика, охватывающая период от Средневековья до современности. В Гравюрном кабинете также представлены средневековые и ренессансные иллюминированные рукописи, географические карты, эскизы и гравюрные доски. Фонды Гравюрного кабинета располагают в большом количестве графическими произведениями итальянских, немецких и голландских художников (Андреа Мантенья, Ботичелли, Мастер E. S., в том числе его гравюра «Большой Сад любви с шахматистами», Дюрер, Альтдорфер, Грюневальд, Босх, Питер Брейгель, Рембрандт, Тьеполо), и работами XIX века (Ходовецкий, Фридрих, Шинкель, Менцель). Кроме этого важное место в экспозиции Гравюрного кабинета занимают классический модернизм (Мунк, Кирхнер, Пикассо), поп-арт (Гамильтон, Уорхол, Джонс, Стелла) концептуального искусства и минимализма.